# 레알 산탄데르
레알 산탄데르(스페인어: Club Deportivo Real Santander S.A.)는 콜롬비아 산탄데르주를 연고로 하는 축구단이다. 2006년 1월 17일에 창단되었으며, 카테고리아 프리메라 B에 참가하고 있다.